# Їржі Долежал (1963)
Їржі Долежал (чеськ. Jiří Doležal; 22 вересня 1963, м. Прага, ЧССР) — чеський хокеїст, нападник. 
Виступав за «Спарта» (Прага), ЮІП (Ювяскюля), «Нюрнберг Айс Тайгерс», «Славія» (Прага).
В чемпіонатах Чехословаччини/Чехії — 407 матчів (161+143), у плей-оф — 17 матчів (9+6). В чемпіонатах Фінляндії — 128 матчів (51+66), у плей-оф — 27 матчів (3+9). В чемпіонатах Німеччини — 87 матчів (47+64), у плей-оф — 10 матчів (4+2).
У складі національної збірної Чехословаччини/Чехії учасник зимових Олімпійських ігор 1988 і 1994 (14 матчів, 3+3), учасник чемпіонатів світу 1987, 1989, 1990, 1991, 1993 і 1994 (53 матчі, 19+9), учасник Кубка Канади 1987 (6 матчів, 0+1). 
Син: Їржі Долежал.
Досягнення
- Бронзовий призер зимових Олімпійських ігор (1994)
- Бронзовий призер чемпіонату світу (1987, 1989, 1990, 1993)
- Бронзовий призер Кубка Канади (1987)
- Чемпіон Чехословаччини (1990)
- Срібний призер чемпіонату Фінляндії (1992), бронзовий призер (1993).